# Exo
Exo (en hangul, 엑소; romanización revisada, Ekso; McCune-Reischauer, Ek'so; estilizado como EXO) es un grupo masculino surcoreano formado por SM Entertainment en 2011. Debutó en 2012, y actualmente está compuesto por nueve miembros: Xiumin, Suho, Lay, Baekhyun, Chen, Chanyeol, D.O., Kai y Sehun. Originalmente siendo un grupo de doce miembros, Kris dejó el grupo en julio de 2014, Luhan en octubre de 2014, y Tao en agosto de 2015.
Su música es lanzada e interpretada en coreano, mandarín y japonés, incorporando principalmente dance pop, hip-hop, R&B, EDM así como house y trap. El grupo fue clasificado como una de las celebridades más influyentes en la lista de celebridades más poderosas de Forbes Korea de 2014 a 2018.
Inicialmente, EXO debutó con dos subgrupos: Exo-K (Suho, Baekhyun, Chanyeol, D.O., Kai y Sehun) y Exo-M (Xiumin, Chen, Lay y los exintegrantes Kris, Luhan y Tao), además de también lanzar música juntos como EXO. En 2022, Lay dejó la compañía luego de la expiración de su contrato con SM Entertainment, y firmó con SM como socio. Exo-K y Exo-M interpretaron su música en coreano y mandarín respectivamente hasta el lanzamiento de Overdose en 2014. Desde 2015, Exo dejó a un lado Exo-K y Exo-M, y empezó a mostrarse únicamente como un grupo único, lanzando e interpretando música en varios idiomas. Chen, Baekhyun y Xiumin debutaron como miembros de la subunidad EXO-CBX en 2016, mientras que Sehun y Chanyeol debutaron en el subgrupo Exo-SC.
El primer álbum de Exo, XOXO (2013), lanzado junto con el sencillo «Wolf», fue un éxito comercial; vendió más de un millón de copias, convirtiendo a Exo en el primer artista coreano en hacerlo en doce años. Sus lanzamientos posteriores también fueron extremadamente exitosos, cada uno de sus álbumes de estudio vendió más de un millón de copias. El sexto álbum del grupo, Don't Mess Up My Tempo (2018), se convirtió en el álbum con la mejor posición en Billboard 200, debutando en el puesto n.º23, y su álbum más vendido en Corea del Sur.
Exo ha ganado numerosos premios a lo largo de su carrera, incluidos cinco premios consecutivos como «Álbum del año» en los MAMA Awards y dos premios como «Artista del año» en los Melon Music Awards, y ha realizado más de cien conciertos y cuatro giras. Además de sus actividades como grupo, los integrantes tienen contratos publicitarios para marcas como Nature Republic y Samsung y participan en actividades benéficas como Smile For U, un proyecto en colaborativo de SM Entertainment y Unicef que comenzó en 2015.

## Historia

### Formación y antecedentes
Antes del debut del grupo, los integrantes pasaron por una etapa de aprendizaje en SM Entertainment. El líder del grupo, Suho, fue el primero entrando en la agencia y el que más tiempo duró como aprendiz, con un total de siete años. Los demás integrantes se unieron como aprendices de forma escalonada. Los últimos en incorporarse a la empresa fueron Baekhyun y Chen, vocalistas principales del grupo, que entraron en 2011 a través del sistema de castings de SM Ent.
En enero de 2011, el productor Lee Soo-man, fundador del sello mencionado, anunció sus planes para lanzar una nueva boy band en marzo o abril del mismo año. Temporalmente llamado «M1», el grupo parecía estar formado por solo siete integrantes cuando una foto de ellos, en un estudio de baile, se filtró en internet. En mayo de 2011, Lee habló sobre el grupo en un seminario de negocios acerca de la ola coreana en la Universidad de Stanford. En la presentación, explicó su estrategia de separar el grupo en dos subunidades, M1 y M2, y así promocionar la misma música en Corea del Sur y China, cantando las canciones tanto en coreano como en mandarín. Lee planeaba que el grupo debutara en mayo del 2011, pero su debut fue postergado y no hubo noticias acerca del lanzamiento por un tiempo. Informes sobre la agrupación salieron a la luz siete meses después cuando Lee habló brevemente sobre el plan que formaría el concepto del grupo en una entrevista con el diario surcoreano Chosun Ilbo.
En diciembre, el nombre del grupo fue renombrado como Exo —basado en exoplaneta, término que se refiere a los planetas fuera del Sistema solar— con el añadido Exo-K para la subunidad en coreano y Exo-M para la subunidad en mandarín. Los doce miembros de la formación original fueron promocionados individualmente a través de veintitrés diferentes teasers lanzados desde diciembre de 2011 hasta febrero de 2012. Kai, Luhan, Tao, y Chen fueron los cuatro primeros en ser exhibidos debutando durante una presentación en SBS Gayo Daejun, un festival televisivo, el 29 de diciembre de 2011.

### 2012-2013:MAMA,XOXO, éxito comercial yMiracles in December
El 30 de enero de 2012, las subunidades lanzaron «What Is Love», uno de sus primeros sencillos predebut. El 9 de marzo, se lanzó el segundo sencillo promocional «History». El evento del debut oficial del grupo tuvo lugar en el Estadio Olímpico de Seúl el 31 de marzo, cien días después del lanzamiento de su primer teaser el 21 de diciembre de 2011. Alrededor de tres mil personas de ocho mil candidatos fueron seleccionadas para participar en el showcase. Un segundo concierto fue celebrado en el gran salón de la Universidad de Negocios y Economías Internacionales en Pekín el 1 de abril. El debut oficial de las subunidades fue el 8 de abril con el lanzamiento del sencillo «Mama» del EP homónimo. EXO-K realizó su primera presentación en Corea, apareciendo en el programa musical Inkigayo, mientras que Exo-M se presentó en China durante la duodécima edición de los Yinyue Fengyun Bang Awards. Un día después de su lanzamiento, la versión en mandarín del sencillo alcanzó la primera posición de varias webs y listas musicales chinas. El videoclip alcanzó la primera posición en páginas de streaming chinas y en su versión coreana en la séptima posición de la lista global de YouTube. El EP en coreano se clasificó en la primera posición Gaon Álbum Chart y octava de World Albums Chart de Billboard, mientras que la versión de Exo-M alcanzó el cuarto y décimo puesto, respectivamente. 

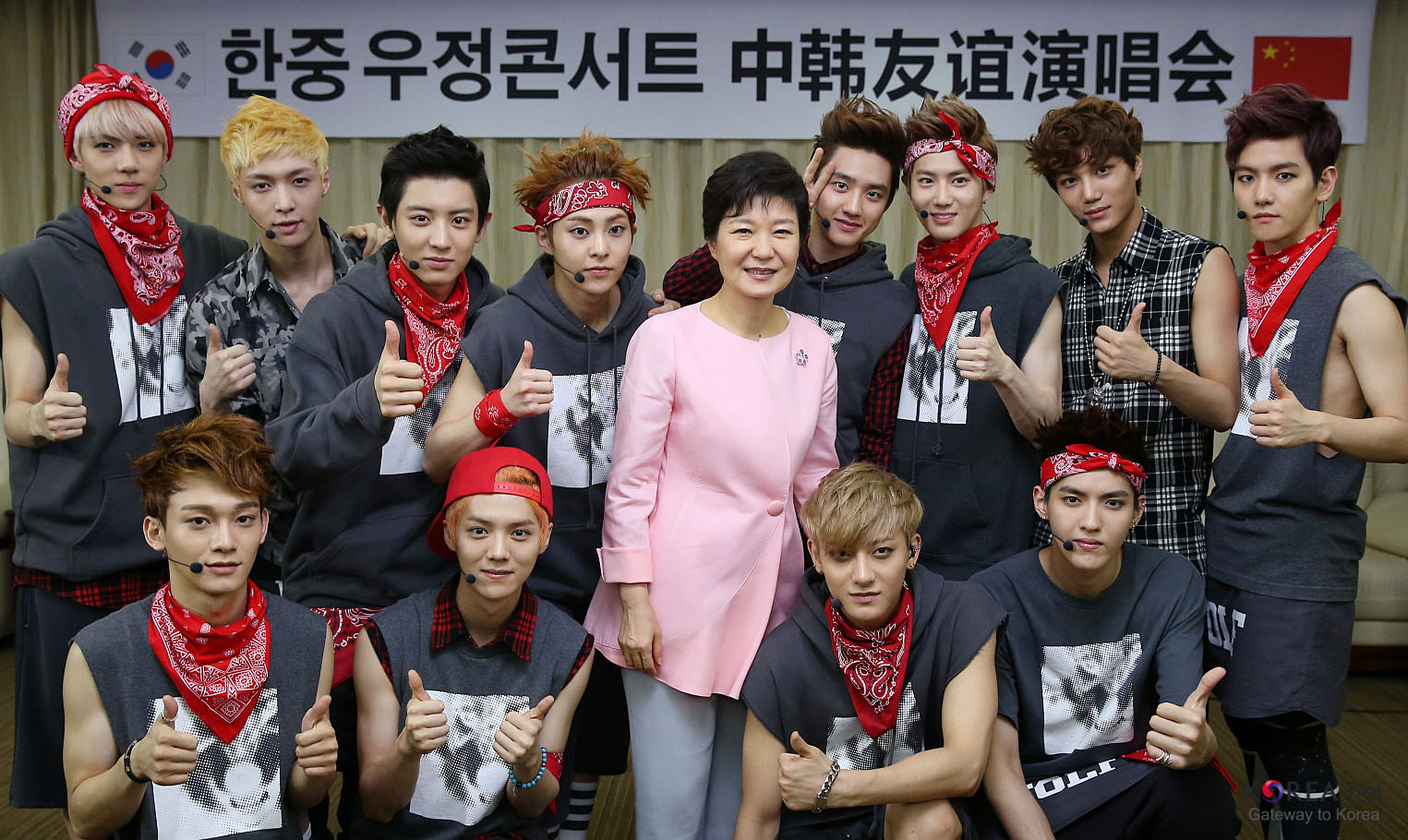
Exoen compañía de la expresidenta Park Geun-hye, en junio de 2013.

 A finales de abril, en la gira Super Show 4 de Super Junior, Exo-M participó como artista invitado en un concierto realizado en la capital de Indonesia. En noviembre, Exorecibió el premio como «Mejor nuevo grupo asiático» en los MAMA Awards. La subunidad coreana fue nominada para tres premios en la vigésimo séptima edición de los Golden Disk Awards, recibiendo el premio de «Novato del año», mientras que la subunidad china fue premiada como el «Grupo más popular» en los Top Chinese Music Awards.
El 3 de junio de 2013, se lanzó el primer álbum de estudio del grupo, titulado XOXO. Se publicó en dos versiones, en coreano (Kiss) y en mandarín (Hug). Todos los miembros colaboraron en el sencillo del álbum, titulado «Wolf», y grabaron el resto de las melodías por separado. Pocos días después de su lanzamiento, las canciones alcanzaron la cima de casi todas las listas musicales surcoreanas y chinas. Ambas versiones del disco consiguieron la primera posición en World Albums Chart de Billboard una semana después del lanzamiento. «Wolf» fue lanzada el 30 de mayo, y alcanzó la décima posición en Gaon Digital Chart. Fue la primera canción del grupo en obtener una victoria de un programa musical, recibiendo un trofeo de Show Champion el 14 de mayo. La reedición de XOXO fue lanzada el 5 de agosto de 2013 con tres nuevas canciones. Su sencillo, «Growl», fue lanzado el 1 de agosto. Días más tarde, el sencillo alcanzó 10 554 puntos en las listas de Inkigayo, un programa de televisión, estableciendo un nuevo récord en el show. «Growl» fue elegida como «Canción del año» en los Melon Music Awards y «Mejor canción mundial» en los World Music Awards, también logró la primera posición en cuatro programas musicales, logrando obtener un total de diez victorias. Las ventas del álbum superaron el millón de copias, convirtiendo a Exo en el primer artista de K-pop en doce años en superar esa marca. XOXO fue el álbum más vendido del año en Corea del Sur, recibiendo un premio daesang en los Golden Disk Awards y en los Seoul Music Awards. A inicios de diciembre el grupo lanzó su primer EP con temática navideña titulado Miracles in December. La agrupación inició las promociones a través de Exo's Showtime, un programa de telerrealidad que se estrenó semanas antes a través del canal de televisión MBC Every 1. Exo regresó a los escenarios el 5 de diciembre, interpretando el sencillo «Miracles in December» en el programa de TV M! Countdown.

### 2014-2015: Salida de tres integrantes y debut japonés
El tercer miniálbum del grupo, titulado Overdose, fue lanzado el 7 de mayo de 2014. Su lanzamiento estaba programado para el 21 de abril, sin embargo, debido al accidente del Naufragio del Sewol, el mismo fue pospuesto. Las subunidades se separaron nuevamente para promocionar el disco en Corea del Sur y China simultáneamente. Se convirtió en el EP más anticipado de la historia, alcanzando más de 660 mil copias vendidas. La versión coreana se situó en el segundo puesto de los World Albums Chart de Billboard, también clasificándose en la 129.ª posición de Billboard 200. Overdose fue el disco más vendido del año en Corea del Sur, siendo el primer EP destacado en las listas anuales y fue nombrado como «Álbum del año» en los Mnet Asian Music Awards. El 14 de mayo, el sello de Exo confirmó que el líder de Exo-M, Kris, había demandado a su empresa, para finalizar su contrato de forma anticipada, declarando la violación de los derechos humanos como motivo principal. La primera gira del grupo, Exo Planet 1 ─ The Lost Planet, tuvo su inicio el 23 de mayo en el estadio Arena de Gimnasia Olímpica. Las entradas para el concierto se agotaron en casi dos segundos, rompiendo el récord como artista coreano que más rápido vendió entradas para su concierto. El 10 de octubre, Luhan de la subunidad china, también presentó una demanda para anular su contrato, debido a problemas de salud y por el supuesto trato desigual en comparación a sus compañeros coreanos. Tras las demandas, se anunció que Exo continuaría sus actividades con dos integrantes menos. El 4 de agosto, el grupo reveló que su club de fanes se llamaría «EXO-L». La página web de sus fanes se hizo pública el mismo día, junto con una aplicación para móviles. El 22 de diciembre EXO lanzó su primer álbum en vivo, Exology Chapter 1: The Lost Planet. El disco debutó en la primera posición de Gaon Álbum Chart y acumuló más de 70 mil copias vendidas al final del mes. A pesar de que el grupo no realizó promociones de forma activa en Japón, fue el artista de K-pop con el mayor número de ventas en el país durante ese año.

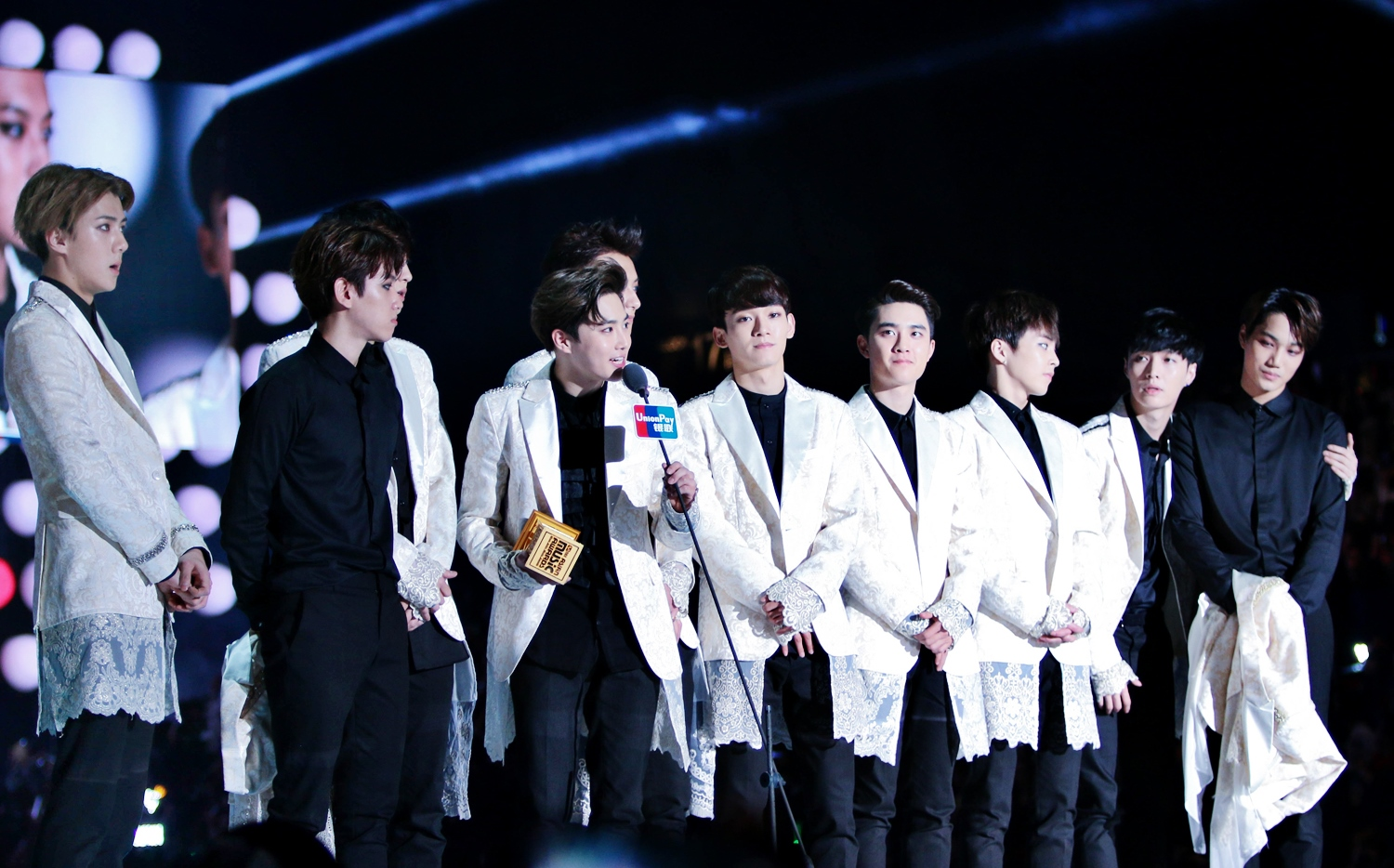
Exo en los Mnet Asian Music Awards, en 2014.

La segunda gira de Exo fue anunciada en enero de 2015, nombrada  Exo Planet 2 ─ The EXO'luXion. Se celebraron cinco conciertos en Seúl en el Estadio Olímpico desde el 7 de marzo. El 4 de febrero de 2015, SM Entertainment, presentó demandas contra Kris y Luhan por continuar sus promociones de forma ilícita en su país natal. La demanda pretendía detener sus actuaciones bajo el uso de la marca comercial SM. El segundo álbum de estudio del grupo, Exodus, fue lanzado el 30 de marzo en los idiomas establecidos inicialmente. Las ventas nacionales para el álbum superaron las 500 mil copias a un día de su publicación, estableciendo un nuevo récord de ventas. El sencillo principal, «Call Me Baby», fue lanzado el 27 de marzo debido a las versiones filtradas de la canción. La versión coreana del vídeo musical, que fue publicado cuatro días después, recibió más de 4 millones de visitas, mientras que la versión en mandarín obtuvo la mitad a un día de ser liberado. Los miembros protagonizaron su primer drama titulado Exo Next Door, junto con la actriz Moon Ga-young. «Call Me Baby», demostró ser una pista exitosa ganando dieciocho veces en programas musicales, logrando ser la segunda canción más premiada. Exodus también rompió récords después de permanecer en el número uno en Gaon Álbum Chart durante cuatro semanas consecutivas. El álbum llegó a vender, con el tiempo, más de un millón de copias y es el segundo álbum del grupo después de XOXO en conseguirlo. El disco también fue nombrado como «Álbum del año» en los Mnet Asian Music Awards, siendo ésta la tercera victoria consecutiva para el grupo desde 2013.
El 22 de abril, el padre de Tao publicó una carta a través de la red social Weibo expresando sus sentimientos por su hijo y el deseo de retirarse del grupo y regresar a China; aludiendo a la falta de apoyo respecto al desarrollo de su carrera individual y los problemas de salud. Tao había sufrido con anterioridad varias lesiones, entre ellas un desgarro en el tendón del tobillo que supuestamente no habían sido tratadas de forma adecuada, las cuales empeoraron por lo que tuvo que ausentarse durante las promociones de Exodus. Al día siguiente, la empresa publicó un comunicado diciendo que iban a buscar una solución durante el desarrollo de las negociaciones con Tao y su padre. El cantante confirmó más tarde que había dejado la empresa y después de negociaciones fallidas presentó una demanda oficial contra SM el 24 de agosto para la cancelación de su contrato. El 3 de junio, la reedición de Exodus, titulada Love Me Right, fue lanzada. El álbum contiene las canciones del álbum original y cuatro pistas nuevas, incluyendo el sencillo «Love Me Right». Debido a la ausencia de Tao, promocionaron las canciones como un grupo de nueve integrantes. Después de terminar las promociones en Corea, EXO informó sobre la proximidad de su debut japonés, así como su presentación en el Domo de Tokio durante tres días consecutivos, como parte de su gira Exo Planet #2 - The EXO'luXion. El 4 de noviembre, el grupo lanzó su primer sencillo en japonés «Love Me Right ~romantic universe~», que contiene la versión japonesa de «Love Me Right», y la canción original «Drop That». En el día de su lanzamiento se vendieron un total de 147 mil copias, llegando a la cima de las listas de Oricon. Poco tiempo después se anunció que el grupo colaboraría con Walt Disney Company para la película: Stars Wars: el despertar de la fuerza, lanzando una canción especial titulada «Lightsaber» como promoción de la cinta antes de su lanzamiento en Corea. El 10 de diciembre Exo lanzó su segundo álbum navideño, Sing for You, junto con dos sencillos, «Sing for You» y «Unfair». «Unfair» se convirtió en la primera canción de K-pop incluida en la lista de reproducción «Lo mejor de la semana» de Apple Music, asimismo EXO fue uno de los primeros artistas coreanos en aparecer en la página de inicio de dicha plataforma. Parte de las ganancias de Sing for You fueron donadas a la campaña Smile For U de UNICEF, para apoyar a la educación musical para niños en Asia.

### 2016-2017: Gira americana y reconocimiento internacional
En febrero de 2016, Exo llevó a cabo su gira EXO'luXion en América del Norte, presentándose en Dallas, Vancouver, Los Ángeles, Chicago y Nueva York. A finales de febrero, se reveló que el grupo había sido clasificado como la celebridad más importante para Forbes Korea para el año 2015. En junio del mismo año SM Entertainment anunció que Exo lanzaría su tercer álbum de estudio, Ex'Act y dos sencillos titulados «Lucky One» y «Monster» simultáneamente. El disco vendió más de 660 mil copias, lo que lo convirtió al álbum como el más anticipado del K-pop de todos los tiempos. Ex'Act más tarde rompió el récord como el álbum más vendido durante su primera semana de lanzamiento, rompiendo el récord anterior establecido por Sing for You, vendiendo más de 520 mil copias. El álbum también encabezó la lista de United World Albums Chart. «Monster», se convirtió en la primera canción del grupo en liderar la lista World Digital Songs de Billboard durante dos semanas consecutivas. Sin embargo, «Lucky One» debutó en el tercer lugar de dicha lista. La canción también estuvo en el top 10 de iTunes en siete países. 

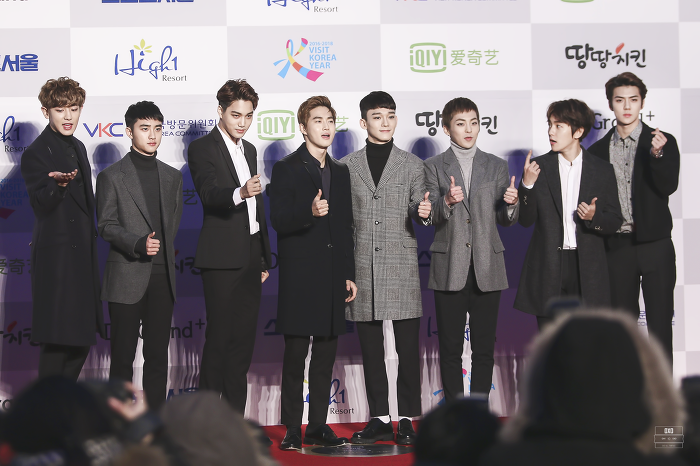
Exo en Seoul Gayo Daesang, en enero de 2016.

 En junio, como parte de las promociones de Ex'Act, Exo y la revista de moda W Korea colaboraron en un proyecto llamado «EXOclusive» para publicar un especial de 54 páginas y nueve portadas de cada integrante para la revista. Este proyecto logtó el mayor número de ventas en Corea del Sur después de vender casi un millón de copias. El 15 de julio, SM Entertainment y Putto Entertainment lanzaron un juego para móviles, Exorun. El 21 de julio, Kris y Luhan se separaron oficialmente de la agrupación, tras perder las demandas, sus disputas contractuales con el sello llegaron a su fin.
El 22 de julio, Exo dio inicio a una nueva gira, Exo Planet 3 ─ The EXO'rDIUM. En preparación para la gira, SM Entertainment anunció el lanzamiento del segundo lightstick del grupo. Después de realizar varios conciertos, a los cuales asistieron más de 84 mil fanes, Exo estableció un récord como el primer artista en realizar un máximo de seis conciertos consecutivos en el estadio Arena de Gimnasia Olímpica. El 18 de agosto, se publicó la reedición de Ex'Act, bajo el nombre Lotto. El álbum contiene las nueve canciones lanzadas en el disco anterior además de pistas nuevas, incluyendo el sencillo «Lotto» y el remix de «Monster». A menos de dos meses del lanzamiento, las ventas totales de Ex'Act alcanzaron las 1,7 millones de copias vendidas, por lo que EXO recibió el título de «triple million sellers». El 7 de septiembre, el grupo anunció a través de un vídeo que lanzarían una nueva canción en japonés. Un mes después, la canción titulada «Coming Over» fue publicada en Japón a través de la aplicación AWA, un popular servicio de streaming japonés, siendo reproducida más de 100 mil veces doce horas antes de que el evento promocional terminara. El mismo día, se reveló que la fecha de lanzamiento de la canción sería a principios de diciembre. El 17 de septiembre, Exo publicó su canción «Dancing King» en colaboración con el presentador surcoreano Yoo Jae-suk, junto con un vídeo musical para SM Station, un proyecto perteneciente al sello discográfico del grupo. La canción logró el segundo y tercer puesto de Gaon Digital Chart, y World Digital Songs, respectivamente. El 7 de diciembre, finalmente se publicó «Coming Over» con tres canciones adicionales en japonés. Unos días después, se lanzó For Life, el quinto miniálbum y tercer álbum navideño del grupo.

El 30 de marzo de 2017, se anunció que la tercera gira del grupo llegaría a su fin con dos conciertos en el Estadio Olímpico de Seúl, el estadio principal de Corea del Sur, realizados el 27 y 28 de mayo. Exo fue el quinto artista de K-pop en realizar un concierto en el estadio presentándose delante de más de 70 mil personas en total. Las entradas para ambos eventos se agotaron en menos de media hora. 

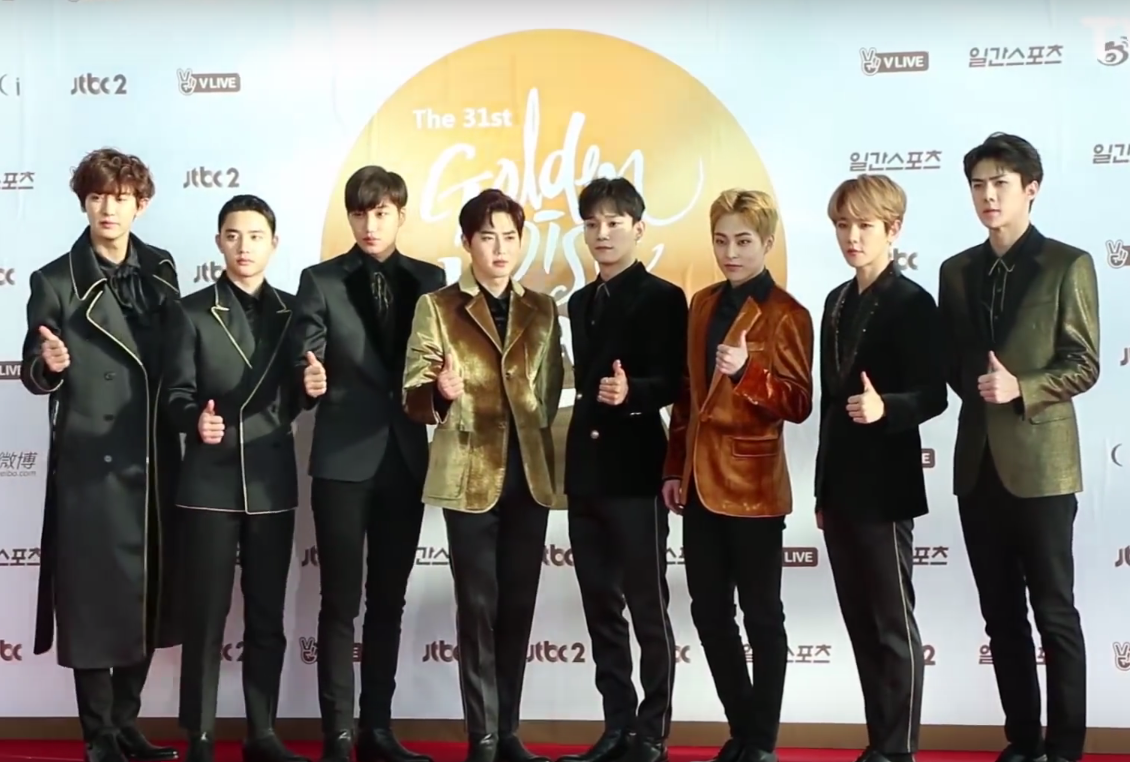
Exo en los Golden Disc Awards, en enero de 2017.

 Tres meses después, la agencia anunció que el próximo álbum de estudio del grupo sería lanzado sin la participación del integrante Lay, debido a sus actividades en China que se habían solapado con las del grupo. El álbum, titulado The War, obtuvo más de 800 mil copias anticipadas. El álbum se lanzó digitalmente el 18 de julio, junto al sencillo «Ko Ko Bop», mientras que su lanzamiento físico ocurrió al día siguiente. «Ko Ko Bop» se clasificó en la primera y segunda posición en Gaon Digital Chart y en World Digital Songs de Billboard, respectivamente. Su coreografía se volvió viral, llevando a la creación del Ko Ko Bop Challenge. Su canción se tornó popular logrando once trofeos de programas musicales. El álbum también fue bien recibido, debutando en la primera posición de Gaon Álbum Chart y en World Albums Chart. Poco menos de un mes después de su lanzamiento, más de un millón de copias se vendieron solo en Corea del Sur, siendo el cuarto álbum de estudio consecutivo del grupo que superó la marca. También fue su quinto álbum en recibir un daesang en los Mnet Asian Music Awards. El álbum fue relanzado bajo el título The War: The Power of Music el 5 de septiembre, con la adición de tres nuevas canciones, incluyendo el sencillo «Power». Durante las promociones, el 14 de septiembre, la canción recibió la puntuación máxima de once mil puntos en el programa musical M! Countdown, haciendo que Exo se convirtiera en el primer artista en alcanzar ese récord después de que los cambios en el sistema del programa se implementaran en junio de 2015. Esta victoria hizo que el grupo totalizara cien premios de programas musicales, siendo el único artista masculino de la historia en alcanzar ese hito.
El 19 de octubre, Exo anunció el inicio de una nueva gira. Los tres primeros conciertos de Exo Planet 4 ─ The EℓyXiOn se llevaron a cabo en el estadio Gocheok Sky Dome a partir del 24 de noviembre. En el mes siguiente se anunció el lanzamiento del álbum de estudio japonés, Countdown, para el 24 de enero de 2018. El 5 de diciembre se liberó una versión corta del videoclip de «Electric Kiss», sencillo del álbum. El 26 de diciembre el grupo lanzó, Universe, su último miniálbum navideño compuesto por siete canciones incluyendo el sencillo homónimo. Su lanzamiento estaba programado para el 21 de diciembre pero, debido a la muerte de Kim Jong-hyun integrante del grupo SHINee, fue aplazado para después de Navidad.

### 2018-2019:Countdown,Don't Mess Up My TempoyObsession
El 16 de enero «Power» se convirtió en la primera canción de K-pop reproducida en la Fuente de Dubái, el sistema de fuentes coreografiadas más grande del mundo, que se encuentra en el lago Burj Khalifa en Dubái. Los integrantes del grupo, a excepción de D.O. y Lay, viajaron a Dubái para ver el espectáculo. Inicialmente estaba programado para ser reproducida hasta finales de enero, sin embargo, su reproducción se extendió hasta el 31 de marzo con un total de cinco espectáculos por semana. El 31 de enero Exo lanzó su primer álbum japonés, Countdown. Originalmente iba a ser lanzado el 24 de enero pero se retrasó una semana. Debutó en el número uno de la lista semanal de Oricon vendiendo aproximadamente 89 mil copias, y convirtió a EXO en el primer grupo extranjero cuyo álbum debut lideró la lista. Diez días después del lanzamiento, el 9 de febrero, la Recording Industry Association of Japan certificó a Countdown con un disco de oro. A principios de febrero se anunció que el grupo haría una actuación en la ceremonia de clausura de los Juegos Olímpicos de Invierno de Pieonchang 2018, el 25 de ese mes, como representantes del K-pop, junto con CL. 

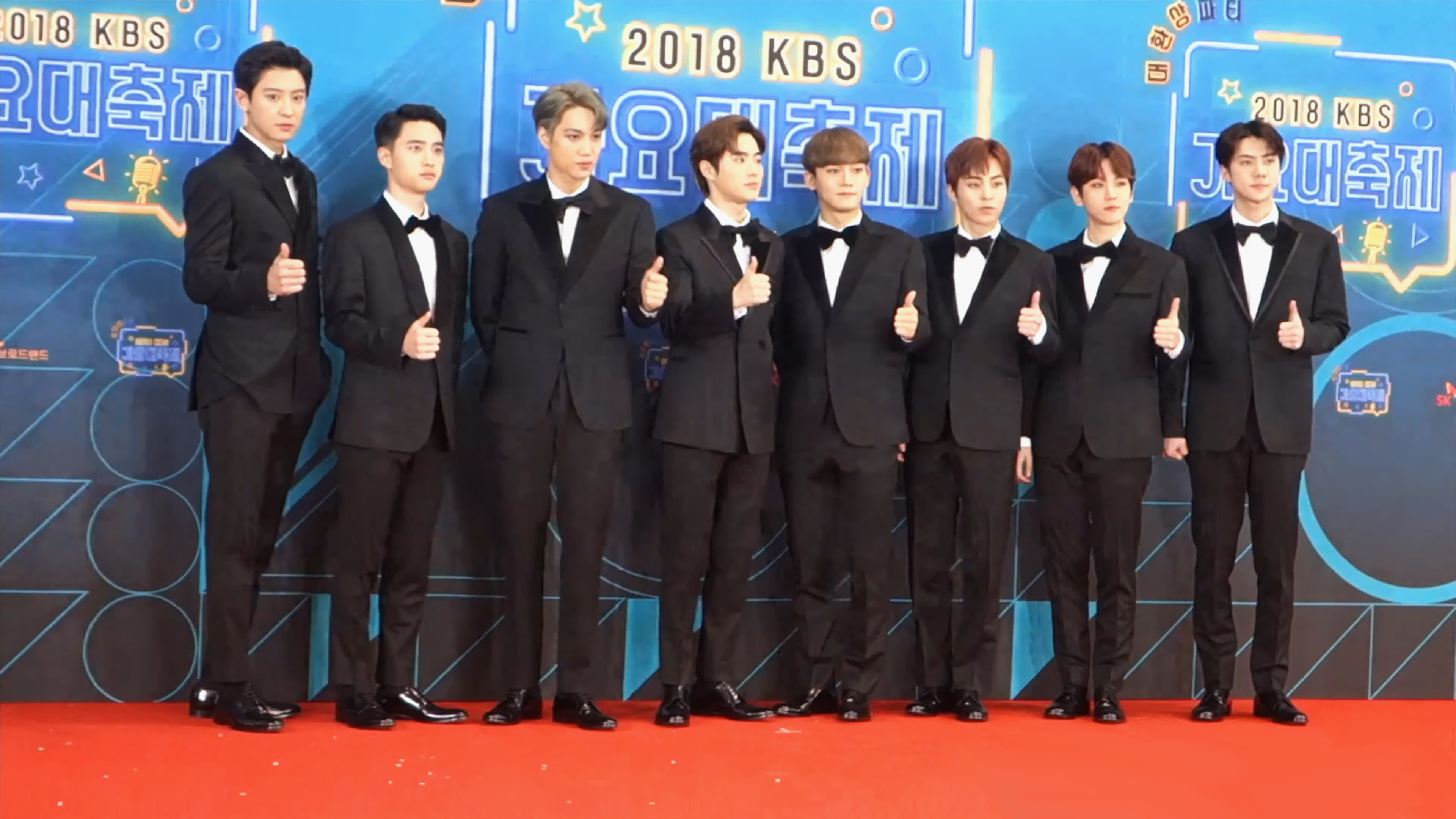
Exo en KBS Gayo Daejun, en diciembre de 2018.

 Con anterioridad Baekhyun cantó el himno nacional en la ceremonia de apertura de la asamblea general del Comité Olímpico Internacional el 5 de febrero y Exo había actuado en el concierto de: Los Juegos Olímpicos de 2018, un concierto especial celebrado el 1 de noviembre de 2017 para conmemorar los cien días de la apertura de los juegos. En marzo, Korean Mint Corporation, anunció planes para crear una medalla conmemorativa oficial para el grupo, a quien se le otorgó por su contribución a la difusión de la cultura coreana a nivel mundial. El 29 de marzo SM Entertainment anunció que el grupo tendría un nuevo reality show titulado Exo's World Travel On a Ladder. El primer episodio fue transmitido en mayo a través de xtvN. El 15 de julio «Power» fue reproducida en la final de la Copa Mundial de Fútbol de 2018, junto a «Fake Love» de BTS, luego de que la Copa Mundial de la FIFA publicara en su cuenta oficial de Twitter una votación sobre cuál canción querían escuchar.
El quinto álbum de estudio de Exo, Don't Mess Up My Tempo, se anunció a principios de octubre con su lanzamiento el 2 de noviembre. También se reveló que Don't Mess Up My Tempo contaría con los nueve miembros de Exo, siendo el primer álbum del grupo lanzado desde Lotto en 2016. El álbum obtuvo un millón de pedidos anticipados, la mejor cifra en comparación con sus discos anteriores. El álbum fue un éxito, vendió más de un millón de copias al 30 de noviembre, convirtiendo a Exo en los «quintuple million sellers». El álbum debutó en el puesto 23 de Billboard 200 con 23 mil copias vendidas y en el primer lugar de Independient Albums y en World Albums Chart. Love Shot fue lanzado el 13 de diciembre, como una nueva versión de Don't Mess Up My Tempo. El sencillo principal, también titulado «Love Shot», se convirtió en el tercer sencillo número uno de EXO en la lista Billboard World Digital Songs y duró tres semanas consecutivas.
El 8 de octubre de 2019 se anunció que Exo lanzaría una canción en japonés después de su regreso con, Countdown, en enero de 2018. Era la primera vez que Exo regresaba siendo un grupo de seis miembros debido a las actividades en China de Lay y el servicio militar de Xiumin y D.O.. «Bird» fue lanzado digitalmente dos días después. Originalmente iba a lanzarse el 4 de noviembre pero fue adelantada el 10 de octubre del 2019. El 31 de octubre Exo publicó su nuevo logo. El 1 de noviembre la agencia publicó en un comunicado que el nuevo álbum de EXO, Obsession, sería publicado el 27 del mismo mes con un total de diez canciones. La preventa se inició el mismo día del anuncio con tres versiones disponibles: Exo, X-Exo y Obsession, siendo lanzado este último el 4 de diciembre.

### 2020-presente: Actividades en solitario, terminación de contratos yExist
En febrero de 2020, SM Entertainment reveló que los miembros de Exo darían prioridad a sus actividades en solitario debido a que algunos miembros habían suspendido temporalmente las actividades con el grupo durante su alistamiento en el servicio militar. Suho se convirtió en el cuarto miembro de Exo que debutó en solitario con su EP, Self-Portrait, lanzado el 30 de marzo de 2020. El 14 de mayo Suho se incorporó al servicio militar como oficial público. El 25 de mayo Baekhyun lanzó su segundo EP, Delight, con el sencillo principal «Candy». El álbum alcanzó 732 000 precompras convirtiéndolo en, el álbum con más reservas, para un solista surcoreano en la historia. El 1 de julio alcanzó el millón de ventas, siendo el primer álbum de un solista en Corea del Sur en lograrlo desde Another Days de Kim Gun-mo en 2001. Lay lanzó su tercer álbum de estudio, Lit, a través de dos EP en julio. Alcanzó los 2.5 millones de copias vendidas, convirtiéndolo en el artista más vendido en China de 2020. Exo-SC lanzó el álbum 1 Billion Views. Baekhyun y Kai reanudaron sus actividades con SuperM para el lanzamiento de su primer álbum de estudio. Chen ingresó al servicio militar el 26 de octubre. Kai debutó como solista con su miniálbum homónimo el 30 de noviembre. Xiumin finalizó el servicio militar el 6 de diciembre.
El 3 de enero de 2021, durante un concierto en solitario, Baekhyun anunció la posibilidad de un nuevo regreso de Exo para ese año. El 25 de enero D.O fue dado de baja del servicio militar. Baekhyun lanzó su EP japonés el 20 de enero de 2021, junto con su tercer EP, Bambi, el 30 de marzo. Lay lanzó su cuarto álbum de estudio, Producer, el 5 de febrero. Chanyeol se incorporó al servicio militar el 29 de marzo, mientras que Baekhyun lo hizo el 6 de mayo. El 8 de abril, durante el noveno aniversario del grupo, SM Entertainment reveló que EXO lanzaría un nuevo álbum en la primera mitad del año, del cual serán partícipes los seis miembros activos previo al alistamiento de Chanyeol. El 11 de mayo se anunció que su nuevo álbum especial, Don't Fight the Feeling, se lanzaría el 7 de junio. El 7 de junio, Don't Fight the Feeling, fue lanzado como un álbum especial con cinco pistas incluyendo el sencillo principal del mismo nombre. El lanzamiento marca el regreso a las actividades de Xiumin y D.O, inactivos debido al servicio militar, y de Lay, inactivo por sus actividades en China. D.O. debutó como el sexto solista del grupo con su EP, Empathy, el 26 de julio.
Exo celebró su décimo aniversario el 8 de abril de 2022, con el estreno de una nueva temporada de su programa Exo's Ladder, transmitido a través del servicio de streaming Wavve, así como con una reunión especial de fanes, titulada «2022 Debut Anniversary Fan Event», al día siguiente en el Jamsil Arena, siendo su primer concierto con público en vivo desde el comienzo de la pandemia de COVID-19. Tras la expiración de su contrato con SM Entertainment, Lay anunció su salida de la empresa. Aclaró que seguiría en activo como miembro del grupo. Xiumin se convirtió en el séptimo miembro en debutar como solista con su EP Brand New el 26 de septiembre.
El 5 de enero de 2023, Suho anunció que el grupo regresaría durante el verano. Exo celebró su decimoprimer aniversario con una reunión de fanes, titulada «2023 Exo Fanmeeting 'Exo' Clock», en el KSPO Dome los días 8 y 9 de abril. El 1 de junio, se anunció que Chen, Baekhyun y Xiumin rescindrían sus contratos con SM para luego presentar una demanda contra SM en relación con la transparencia de los ingresos. A pesar de ello, SM confirmó que el grupo seguiría grabando el nuevo vídeo musical, incluyendo también a Kai a pesar de estar en el servicio militar. En respuesta a SM, se confirmó que Chen, Baekhyun y Xiumin estaban estudiando la forma de seguir promocionándose como miembros de Exo tras los resultados de la demanda. El 9 de junio, SM anunció que Exo lanzaría su séptimo álbum de estudio, Exist, el 10 de julio.

## Integrantes
| - Xiumin (시우민) — vocalista y bailarín - Suho (수호) — vocalista y líder - Baekhyun (변백현) - vocalista principal - Chen (첸) — vocalista principal - Chanyeol (찬열) — vocalista y rapero - D.O. (디오) — vocalista principal - Kai (카이) — vocalista y bailarín principal | - Lay (레이) — vocalista y bailarín (por actividades en solitario) - Sehun (세훈) — vocalista, bailarín y rapero (por servicio militar) | - Kris (크리스) — vocalista y rapero - Luhan (루한) — vocalista y bailarín - Tao (타오) — vocalista y rapero |

### Línea de tiempo
Activo
     Inactivo
     Servicio militar
     Álbumes de estudio

### Repartición de las dos subunidades
Exo-K y Exo-M fueron las primeras subunidades de Exo. Interpretaban las mismas canciones en coreano y mandarín, respectivamente, y participaban los doce miembros asignando seis vocalistas en cada una. Después del anuncio de la inactividad de Tao y la salida de Kris y Luhan, las subunidades se disolvieron denominándose EXO solamente. La formación original de Exo-K y Exo-M consistía en:
- Exo-K: Suho, Baekhyun, Chanyeol, D.O., Kai, y Sehun
- Exo-M: Xiumin, Luhan, Kris, Lay, Chen, y Tao

## Discografía
Álbum de estudio
- 2013: XOXO
- 2015: Exodus
- 2016: Ex'Act
- 2017: The War
- 2018: Don't Mess Up My Tempo
- 2019: Obsession
- 2023: Exist

## Asuntos legales
El 15 de mayo de 2014, SM Entertainment confirmó que el líder de Exo-M, Kris, había presentado una demanda contra la compañía para rescindir su contrato de forma anticipada alegando: Violación de los derechos humanos al tratarlo como un producto en lugar de una persona, sin tener en cuenta su salud, por la injusta distribución de beneficios y restricción de su libertad.  Unos meses después, Luhan presentó idéntica demanda para anular su contrato, principalmente por problemas de salud y por recibir un supuesto trato desigual en comparación a sus compañeros coreanos. Los mismos abogados que representaron a Han Geng de Super Junior en su demanda contra la empresa también representaron a Kris y Luhan.
El 24 de agosto de 2015, Tao también presentó una demanda contra la compañía para la cancelación de su contrato siendo representado por el mismo equipo legal al igual que Kris y Luhan. SM Entertainment respondió a sus acciones legales declarando: «Nuestra compañía planea usar todo lo que esté en nuestro poder, incluidos los abogados y socios coreanos y chinos para responder legalmente tanto en Corea como en China de una manera multifacética. También planeamos tomar medidas legales para responder a las promociones y acciones ilícitas de Tao».
El 5 de enero de 2016, SM Entertainment ganó una de sus demandas contra Tao con el fallo del Tribunal Popular Intermedio en Qingdao, Shandong, en China. La agencia demandó a Tao por incumplimiento en el pago de cancelación a la compañía después de su partida. Lanzaron una declaración oficial que decía que «SM tiene demandas en curso contra los miembros de Exo, Wu Yifan (Kris), Luhan y Tao por violar sus contratos exclusivos y participar en promociones ilegales en China. Entre estas demandas, SM entabló una demanda contra Tao por no cumplir con sus obligaciones de reembolsar a SM el 13 de octubre de 2015. Un tribunal intermedio en Qingdao, China, emitió el veredicto de que Tao deberá reembolsar a la compañía el pago fijado, así como los intereses por los retrasos».
Ninguno de los tres logró demostrar los hechos jurídicos presentados en las demandas. En julio de 2016, se anunció que la demanda entre Luhan, Kris y la compañía logró resolverse. Ambos idols llegaron a un acuerdo en el tercer juicio, siendo el segundo en septiembre de 2015 y junio de 2016. El tribunal cerró el caso estableciendo unos acuerdos de conciliación entre las partes, finalizando con que deberían mantener su contrato con SM hasta 2022.

## Filmografía

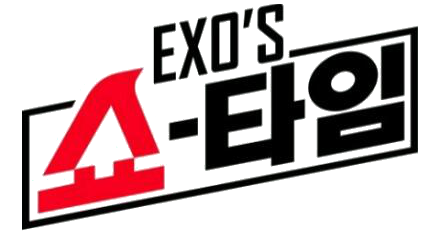
Exo's Showtime fue el primer reality show del grupo.

El 28 de noviembre de 2013, se transmitió el primer episodio del primer reality show protagonizado por los integrantes del grupo, titulado Exo's Showtime. Lanzado como parte de las promociones del EP Miracles in December, el programa muestra la vida diaria de los chicos y su forma de ser fuera de los escenarios. El año siguiente se transmitió XOXO Exo, que acompañó las actividades del grupo tras su regreso al escenario musical con el EP Overdose. También protagonizaron el programa Exo 90:2014 junto a algunos integrantes de SM Rookies, donde hicieron remakes de las canciones de K-pop más populares en la década de 1990.
A principios de 2015, Xiumin, Chanyeol, Tao, Kai y Sehun protagonizaron SurpLines Exo, un programa lanzado en colaboración con Line TV. En abril los miembros protagonizaron su propio drama web titulado: EXO Next Door. La serie fue muy exitosa, siendo el segundo drama web con el mayor número de visualizaciones de 2015 quedando solo atrás de Falling for Challenge, protagonizado por el integrante Xiumin. El éxito llevó a CJ E&M a editarlo en una versión cinematográfica que se exhibió en el Festival de Cannes. En agosto, en preparación para su debut japonés, fue lanzado EXO Channel, un documental dividido en 21 episodios con entrevistas de los miembros y vídeos de sus presentaciones.

## Giras
Giras mundiales
- 2015-2016: Exo Planet 2 ─ The EXO'luXion
- 2016-2017: Exo Planet 3 – The Exo'rdium
- 2017-2018: Exo Planet 4 ─ The EℓyXiOn
- 2019: Exo Planet 5 – Exploration

Gira asiática
- 2014: EXO Planet 1 ─ The Lost Planet